# Ананов, Иван Степанович
Иван Степанович Ананов (арм. Հովհաննես Ստեփանի Անանյան; род. 1811, Тифлис, Российская империя — 1888, Москва, Российская империя) — крупный армянский коммерсант, финансист и благотворитель, меценат.

## Биография
Окончил школу (семинарию) Нерсисян в Тифлисе, основанную в 1824 году патриархом-католикосом Нерсесом V Аштаракеци.
Родоначальником рода Анановых был князь Васпуракана Овнан. От его имени и пошла фамилия Овнанянов. Дед Овнана Рубен был выходцем из Ани. Со своим сыном Мадатом Рубен переселяется в Ван, где на свои средства они реставрируют несколько церквей, разрушенных землетрясением 1648 года. Сын Мадата — Овнан — вступает в брак с дочерью князя Васпуракана, а после смерти князя становится правителем Васпуракана. Он был известен как крупный благотворитель, приобретая на свои средства угодья для церквей и монастырей.
Двое из его семи сыновей — Степанос и Аракел Овнаняны — в конце XVIII века переезжают в Тифлис, где в дальнейшем их имена и фамилия русифицируются. Иван и его брат Александр были сыновьями Степаноса.
В 1850-х годах вместе со своей женой Иван Степанович Ананов переезжает в Москву. Там он становится купцом первой гильдии, а также крупнейшим домовладельцем, имея в собственности девять особняков, в том числе, на Мясницкой улице, Малой Сухаревской площади, в Кривоколенном и Милютинском переулках.
Один из богатейших людей России XIX века, он вёл банкирские дела как в Москве, так и в Тифлисе и Кутаиси.
В 1876 г., после смерти супруги Марии Ивановны, Иван Степанович обращается к Католикосу всех армян Макару Ι с письмом, в котором, в частности, пишет:
|  | «…к осуществлению воли, завещанной мне покойной супругой моей Мариею Ивановою Анановою о учреждении в память ея училища для девиц армяно-григорианского исповедания, преимущественно сирот и детей неимущих родителей. Будучи ревностною христианкой и преданною дочерью Св. Апостольской церкви нашей, она была проникнута убеждением, что религия неразрывно соединена с нравственностью и поэтому как для счастья отдельных лиц, так и для блага общественного необходимо, чтобы вместе с образованием ума получало развитие и религиозное чувство». |

Католикос дал свое благословление и в апреле 1877 г. при женском монастыре Св. Стефана была учреждена школа для девочек с семилетним обучением. И. Ананов с этой целью пожертвовал свой трехэтажный дом с садом и большим участком. Для содержания школы филантроп также пожертвовал караван-сарай, доход от которого давал возможность покрывать все расходы учебного заведения. Кроме того, для обучения неимущих учениц, которые числились стипендиантками Марии Анановой, ежегодно выделялось 3000 рублей. Обучение в школе велось на армянском и русском языках. Помимо названных языков, преподавались история армянского народа, литература, французский язык, грабар (древнеармянский язык), арифметика, алгебра, геометрия, география, химия, физика, история армянской церкви, педагогика, психология, религия, музыка, здравоохранение, рисование. Из доходов караван-сарая отчислялись также деньги на содержание в Московском Лазаревском институте до десяти пансионеров.
Член совета правления Лазаревского института восточных языков и Старший член Касперовского приюта. И. Ананов, пожертвовал большую сумму на создание и поддержание армянского духовного женского училища «Мариамян-Овнанян».

## Ананьевский переулок в Москве
В конце XIX века наследники, получившие капитал Ананова, вкладывают его в строительство огромного дома, который передают в аренду Варваринскому акционерному обществу.
Анановский или Ананьевский переулок в Москве получил название от фамилии И. С. Ананова. Переулок получил первоначальное название «Анановский». Со временем в названии переулка утвердилась форма Ананьевский, более близкая к каноническому имени Ананий, который являлся в тот период владельцем большого участка, через который в 1887 г. проложили переулок.